# La Dérision du Christ (Cimabue)
Pour les articles homonymes, voir La Dérision du Christ.
La Dérision du Christ ou Le Christ moqué est un tableau de dévotion du peintre florentin Cimabue. Il constitue l'un des huit panneaux du diptyque composé vers 1280 dont quatre seulement sont connus dont un perdu. Réalisé à la peinture à l'œuf et fond d'or sur un panneau en bois de peuplier de 25,8 × 20,3 cm, il représente Jésus-Christ pendant un épisode de sa Passion. Retrouvé en 2019 lors d'un inventaire d'une maison particulière proche de Compiègne (Oise, France) il est vendu aux enchères le 27 octobre 2019 pour un prix de 24,18 millions d'euros (frais compris) et classé trésor national par le ministère de la Culture le 20 décembre 2019. Le tableau est finalement acquis par l'État, pour le musée du Louvre, en 2023.

Représentation schématique du Diptyque de dévotion.

## Composition
La Dérision du Christ ou Le Christ moqué, est l'un des panneaux peints par le maître de la pré-Renaissance italienne Cimabue vers 1280 constituant le Diptyque composé de huit tableaux disposés en deux volets vraisemblablement dispersés au XIXe siècle. Il s'agit du panneau du bas à gauche du volet de gauche du Diptyque. C'est une peinture à l'œuf et fond d'or sur panneau de peuplier de 25,8 × 20,3 cm.

## Thématique
Le tableau représente l'un des épisodes (en) de la Passion du Christ au cours duquel Jésus est agressé, moqué et tourné en dérision devant la foule, épisode que l'on retrouve à deux reprises dans les Évangiles : une première fois à son procès devant le Sanhédrin, où la foule crache sur Jésus et le gifle, et une seconde fois, après sa comparution devant Pilate, où Jésus est flagellé vêtu d'un manteau de pourpre et couronné d'épines. La thématique du Christ moqué ou outragé a fait l'objet depuis le Moyen Âge de nombre de représentations par des artistes tels que Fra Angelico, Matthias Grünewald ou Antoine van Dyck illustrant l'épisode chez Caïphe — contrairement à ceux-ci, Cimabue ne représente pas le Christ les yeux bandés et les poignets enserrés dans des liens, mais les bras ballants, opposant à ses agresseurs une expression de sérénité — ou Jérôme Bosch, le Titien, ou le Caravage illustrant le Couronnement d'épines — dans le tableau de Cimabue un personnage semble tenir une couronne d'épines au-dessus de la tête du Christ.

## Découverte et vente aux enchères
Le panneau est retrouvé en 2019 lors de l'inventaire d'une maison particulière des environs de Compiègne, dans l'Oise, où il était accroché. Les propriétaires, qui y voyaient « une simple icône », ignoraient la provenance de l'œuvre. Celle-ci est alors expertisée par Stéphane Pinta du cabinet Turquin. Sa découverte est annoncée aux médias le 23 septembre 2019.
Estimé quatre à six millions d'euros, le tableau est proposé à la vente aux enchères le 27 octobre 2019 à Senlis (Oise) par maîtres Dominique Le Coënt-de Beaulieu et Philomène Wolf, commissaires-priseurs d'Actéon. Il est exposé au public le mercredi 23 octobre 2019 à l'hôtel de ville de Compiègne où un peu plus de quatre cents personnes le découvrent avant la vente pour laquelle sont attendus des collectionneurs privés et des institutions muséales internationales dont les musées français qui peuvent appliquer un droit de préemption.
La Dérision du Christ est adjugée 19,5 millions d'euros. Son prix tous frais compris s'élève à 24,18 millions d'euros,. Son acquéreur est Álvaro Saieh, un Chilien installé aux États-Unis et propriétaire de la collection Alana de primitifs italiens. Il avait démissionné peu auparavant du conseil d'administration du Metropolitan Museum of Art de New York afin d'enchérir librement.

## Protection du patrimoine
À la suite de l’avis de la Commission consultative des trésors nationaux, La Dérision du Christ est classée trésor national le 20 décembre 2019 par le ministère de la Culture,,. Ce classement interdit pendant trente mois sa sortie du territoire français et laisse au musée du Louvre le temps de rassembler les fonds nécessaires à son acquisition.
La ministre de la Culture, Rima Abdul Malak, et la présidente-directrice du musée du Louvre, Laurence des Cars, annoncent, le 2 novembre 2023, l'entrée de la Dérision du Christ dans les collections du Louvre. Le tableau rejoint la Maestà dont la restauration se poursuit. Les deux tableaux réunis feront l’objet d’une exposition au printemps 2025,,.

## Exposition
Une conférence, "La Dérision du Christ" de Cimabue L'Œuvre en scène par Thomas Bohl est programmée le 13 novembre 2024 préalablement à l'exposition organisée du 22 janvier au 12 mai 2025 par le musée du Louvre, Revoir Cimabue Aux origines de la peinture italienne, réunissant les trois tableaux du Diptyque de dévotion et la Maestà restaurée.